# Strażata
Strażata (bułg. Стражата) – wieś w środkowej Bułgarii, w obwodzie Gabrowo, w gminie Trjawna. Wieś jest wyludniona.